# 15608 Оунес
15608 Оунес (15608 Owens) — астероїд головного поясу, відкритий 7 квітня 2000 року.
Тіссеранів параметр щодо Юпітера — 3,566.